# Crothaema ornata
Crothaema ornata is een vlinder uit de familie slakrupsvlinders (Limacodidae). De wetenschappelijke naam van deze soort is voor het eerst geldig gepubliceerd in 1934 door Romieux.
De soort komt voor in tropisch Afrika.